# Dee D. Jackson
Dee D. Jackson (nacida Deirdre Elaine Cozier, 15 de julio de 1954, Oxford, Inglaterra) es una cantante y música inglesa. En los años setenta trabajó como productora de cine en Múnich, Alemania, antes de virar hacia la música, trabajando con Giorgio Moroder, Jimmy McShane y Keith Forsey.

## Carrera
Tras unos años trabajando para otros artistas, Jackson publicó su primer sencillo en 1977, "Man of a Man", que no ha sido incluido en ninguno de sus álbumes. El sencillo no acaparó la atención del público. Su siguiente intento fue la publicación de su más importante tema, "Automatic Lover" en 1978, que alcanzó el N.º 4 en el UK Singles Chart. En Alemania, el sencillo llegó a la 5.ª posición. También escaló a la cima de las listas sudafricanas. En Brasil, el éxito fue tal que los medios brasileños produjeron su propia versión de Dee D. Jackson. Una brasileña (Regina Shakti, que posteriormente se hizo terapeuta de yoga espiritual y físico) se vistió como Jackson, y junto a su robot y un hombre meteoro fueron presentados en programas de TV como si fuese la verdadera Dee D. Jackson. Shakti fue presentada como "D. Dee Jackson" para evitar problemas con los derechos de autor.
En 1976, Jackson se casó y tuvo un hijo llamado Norman.
En 1978, publicó su primer álbum: Cosmic Curves, del estilo Italo Disco, producido por la pareja Gary y Patty Unwin. El segundo sencillo de Cosmic Curves fue lanzado posteriormente aquel año, y "Meteor Man" fue un éxito en Argentina, Brasil, Europa y Japón.[cita requerida] Registros más modestos de airplay lo vieron en el n.º 48 en el UK Singles Chart.
Al año siguienter, Jackson publicó otro sencillo, "Fireball". No logró hacerse sitio en el UK Singles Chart, pero disfrutó de una razonable radiodifusión en Italia, Alemania, Brasil y Argentina. Tras meses de exhaustiva promoción, viajes y  presentaciones en televisión, Jackson pasó dos años antes de grabar un nuevo álbum.
Este álbum, Thunder & Lightning, fue publicado a finales de 1980. En Italia, se dio a conocer con el nombre de The Fantastic con una cubierta diferente. El primer sencillo, "SOS (Love to the Rescue)" volvió a fracasar en el Reino Unido, pero una vez más Francia, Brasil, Italia, Argentina, Japón y Alemania respondieron más positivamente.
A principios de los 198x, Jackson se trasladó a Los Ángeles, California, y en 1981, un álbum de grandes éxitos llamado Profile fue lanzado en Alemania. Pero después de pasar solo unos meses viviendo en los Estados Unidos, volvió a instalarse en Italia y más tarde publicó los sencillos de estilo Italo Disco "Talk Me Down" (1981), "Shotgun" (1982), "Moonlight Starlight" (1984), "Sweet Carillon" (1984) y "Heat of the Night" (1985). En 1988, "Automatic Lover" fue remezclado por Michael Cretu (Enigma), y vio la luz un sencillo titulado "Automatic Lover 88 Digital Max Mix", otro éxito en Japón.
Un nuevo álbum, Blame It on the Rain, fue distribuido en 1995, con la publicación del correspondiente sencillo "People". Actualmente está casada y reside en Turín, Italia, donde regenta una discográfica, DDE Records Ltd.